# Technische Hochschule Ingolstadt
Die Technische Hochschule Ingolstadt (kurz THI) ist eine Technische Hochschule mit Sitz in Ingolstadt. Sie wurde 1994 gegründet und zählt rund 8100 Studierende in sechs Fakultäten (Business School, Elektro- und Informationstechnik, Informatik, Maschinenbau, Nachhaltige Infrastruktur, Wirtschaftsingenieurwesen) und einem Campus für Weiterbildung (TCW). Sie bietet rund 80 Studiengänge an. Das Kernprofil der Hochschule umfasst die Schwerpunkte Technik und Wirtschaft. Mit etwa 900 Mitarbeitenden in Lehre, Forschung und Verwaltung zählt sie zu den mittelgroßen Hochschulen in Bayern. Mit dem wissenschaftlichen Leitzentrum für Fahrzeugsicherheit CARISSMA (Center of Automotive Research on Integrated Safety Systems and Measurement Area) ist an der THI der deutschlandweit erste Forschungsbau an einer Fachhochschule angesiedelt. In Neuburg a. d. Donau besteht eine Außenstelle mit der Fakultät Nachhaltige Infrastruktur seit 2021.

## Geschichte

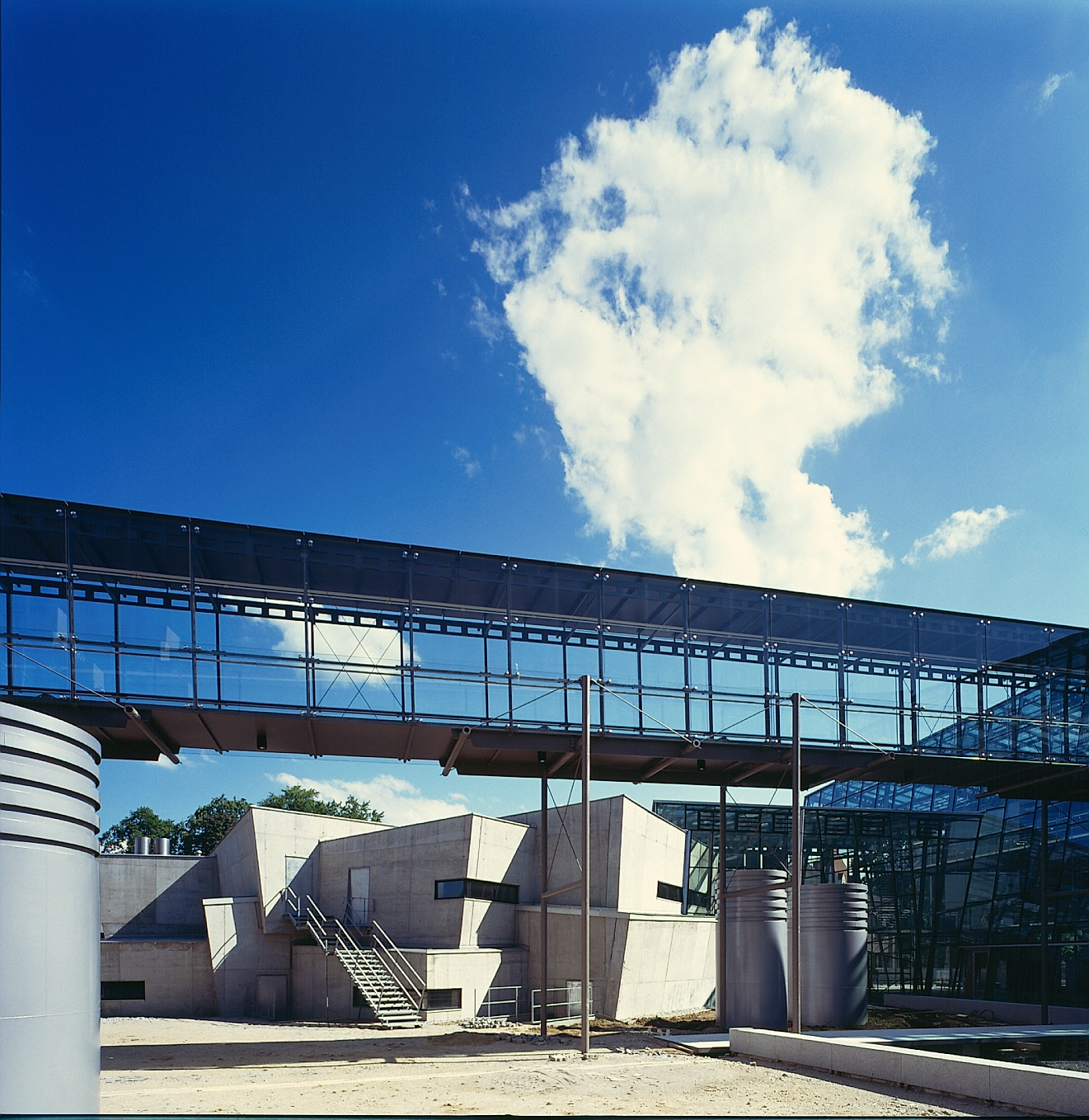
Entstehung des Neubaus an der Esplanade 1998

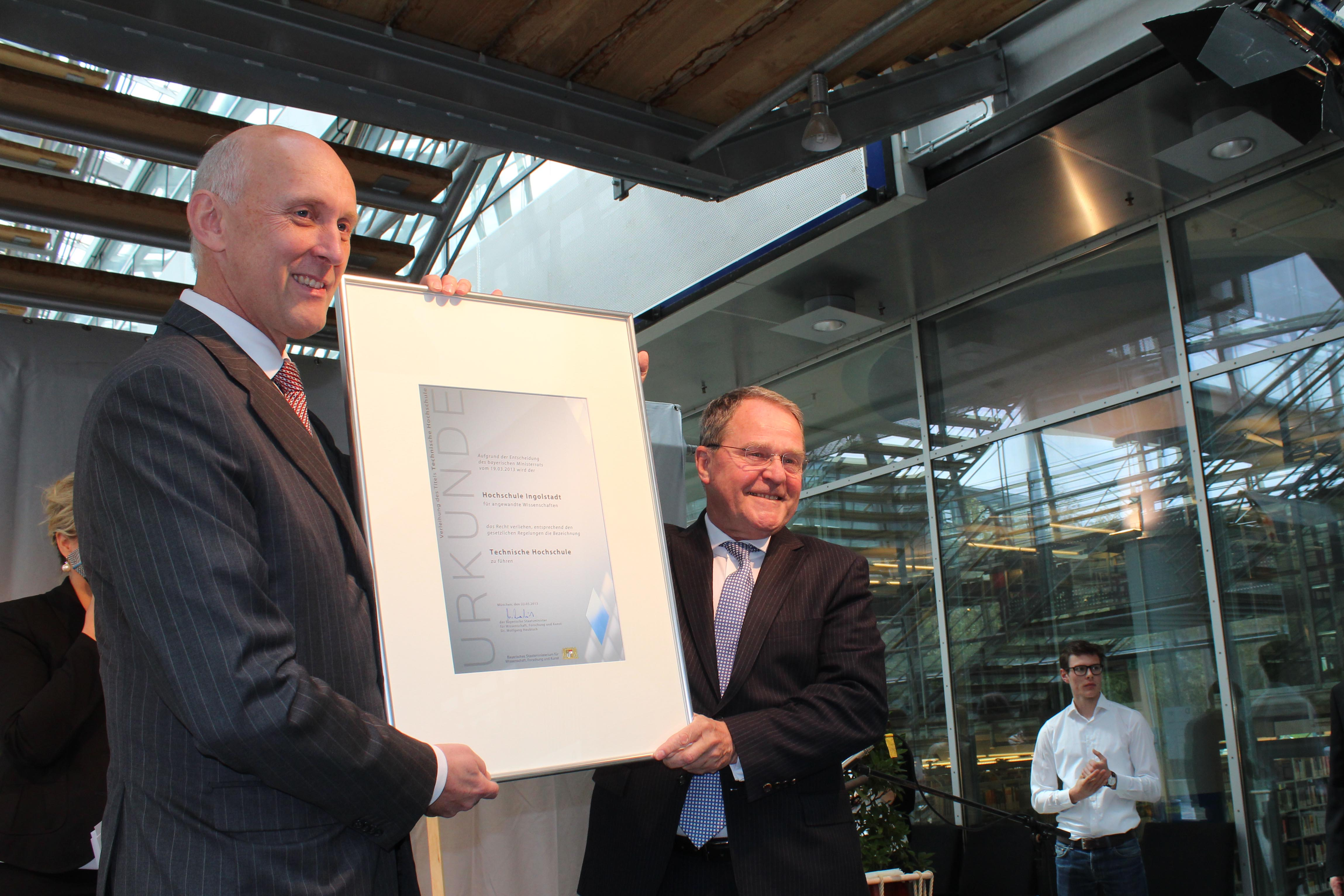
Ernennung zur Technischen Hochschule Ingolstadt (2012): THI-Präsident Walter Schober (links) mit dem bayerischen Wissenschaftsminister Wolfgang Heubisch.

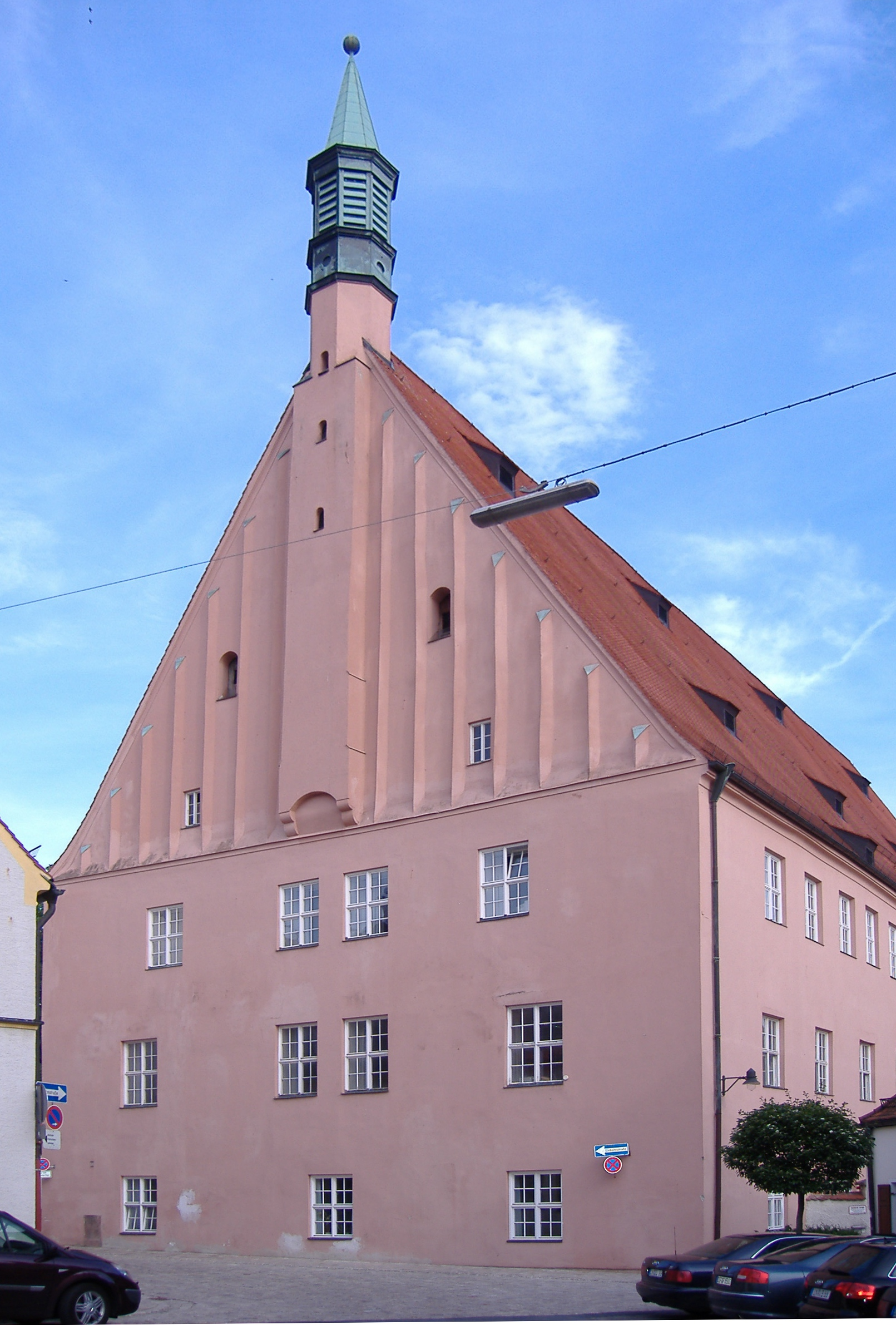
Die Hohe Schule in Ingolstadt

Nachdem es nach dem Umzug der Universität Ingolstadt nach Landshut in Ingolstadt seit 1800 keine Hochschule mehr gegeben hatte, wurde 1994 eine neue Bildungseinrichtung als staatliche Fachhochschule am Standort Hohe Schule, dem Gebäude der historischen Universität Ingolstadt, gegründet. Gründungspräsident ist Hartmut Sax. Das Studienangebot bestand aus dem Diplom-Studiengang Betriebswirtschaft. Es folgt 1995 die Unterzeichnung des Vertrags zum Grundstückkauf für den Neubau zwischen dem Freistaat Bayern und der Stadt Ingolstadt. Der Planungsauftrag wird an das Architekturbüro Keiner aus Fürstenfeldbruck und dem örtlichen Bauingenieur Johann Grad vergeben. 1996 kommt der Diplom-Studiengang Wirtschaftsingenieurwesen hinzu. Das Richtfest auf dem neuen Campus an der Esplanade findet 1997 statt und es werden die Diplom-Studiengänge Maschinenbau und Verbundstudium Wirtschaftsingenieurwesen/ Kfz-Mechatronik eingeführt. Zweiter Präsident wird 1998 Gunter Schweiger, das Studienangebot wird um Elektro- und Informationstechnik erweitert und es findet die erste Firmenkontaktmesse Contact statt.
1999 wurde der rund 100 Mio. Deutsche Mark teure Neubaukomplex an der Esplanade bezogen. Seit 2000 wurde mit Siemens ein duales Studium angeboten. Der frühere Oberbürgermeister der Stadt Ingolstadt, Peter Schnell, wurde im selben Jahr Ehrensenator. 2001 wurde der Diplomstudiengang Informatik eingeführt und in Betriebswirtschaft in Bachelorform studiert. Der Fachbereich Ingenieurwissenschaften wurde 2002 in die Fakultäten Maschinenbau und Wirtschaftsingenieurwesen sowie Elektrotechnik und Informatik aufgeteilt.
2004 wurde das Didaktikzentrum der bayerischen Fachhochschulen nach Ingolstadt verlegt. Es nutzt das historische Gebäude der Hohen Schule in Ingolstadt. Das Institut für Angewandte Forschung (IAF) wurde gegründet.
Das Institut für Akademische Weiterbildung (IAW) wurde 2008 als bayernweit erste Studienfakultät für akademische Weiterbildung gegründet. Ab diesem Zeitpunkt besitzt die Hochschule mit Lehre, Forschung und Weiterbildung drei Geschäftsfelder. Durch eine Änderung des bayerischen Hochschulgesetzes wurde die Fachhochschule Ingolstadt in Hochschule für angewandte Wissenschaften Ingolstadt umbenannt.
Das Studienzentrum der Hochschule in der historischen Altstadt von Neuburg a. d. Donau wurde 2009 bezogen. Im selben Jahr wurde die Hochschule Ingolstadt als eine der ersten Fachhochschulen als Vollmitglied in die European University Association aufgenommen.
2012 folgte Walter Schober im Präsidentenamt auf Gunter Schweiger. Im Rahmen eines Wettbewerbs unter den bayerischen Fachhochschulen wurde die Hochschule 2013 in Technische Hochschule Ingolstadt umbenannt.
2015 wurden die Campus-Erweiterungsbauten eingeweiht. Damit erhielt der THI-Campus zusätzliche 9200 Quadratmeter und verdoppelte sich nahezu. Im Folgejahr wurde das Forschungs- und Testzentrum CARISSMA (Center of Automotive Research on Integrated Safety Systems and Measurement Area) eingeweiht. Es ist als bundesweites wissenschaftliches Leitzentrum für Fahrzeugsicherheit konzipiert und der erste reine Forschungsbau an einer Fachhochschule in Deutschland. Im Studienzentrum Neuburg entsteht eine Forschungsaußenstelle des Instituts für neue Energie-Systeme (InES) und eine Außenstelle des Graduiertenzentrums.
2017 übernahm die Hochschule die Villa Heydeck, die ehemalige Direktorenvilla im Norden des Gießereigeländes wird offizielles Gebäude der THI. Das gemeinnützige Audi Konfuzius-Instituts Ingolstadt (AKII), eine Einrichtung zur Förderung der Kenntnisse der chinesischen Sprache und Kultur, wird eröffnet. Neben der Stärkung der interkulturellen Verständigung soll das AKII die deutsch-chinesische Zusammenarbeit auf den Gebieten Technologie, Innovation, Nachhaltigkeit und Management fördern.  Die THI erhält im Rahmen der Initiative „FH Impuls“ des Bundesministeriums für Bildung und Forschung für die strategische Partnerschaft SAFIR (Safety for all – Innovative Research Partnership on Global Vehicle and Road Safety Systems) knapp 6 Millionen Euro über einen Zeitraum von vier Jahren.
2018 starteten die THI und die Katholische Universität Eichstätt-Ingolstadt (KU) das gemeinsame Projekt „Mensch in Bewegung“, das den Technologie- und Wissenstransfer in die Region stärken soll. Im Rahmen der Bundesförderinitiative „Innovative Hochschule“ erhalten die THI und die KU 15 Millionen Euro über einen Zeitraum von fünf Jahren. Der Bayerische Ministerrat beschloss zudem den Ausbau der THI um 2500 Studierende in Ingolstadt und um 1200 Studierende auf einem neuen Campus in Neuburg a. d. Donau. Am Standort Ingolstadt soll im Wintersemester 2020/21 das neue Studienfeld Gesundheit und Life Sciences eröffnet werden, am Standort Neuburg a. d. Donau soll ein neuer Campus mit dem Studienfeld Bau/Energie/Umwelt entstehen.
2019 wurde das Ingolstädter Forschungszentrum für Künstliche Intelligenz und Maschinelles Lernen (AININ – Artificial Intelligence Network Ingolstadt), das seinen Sitz an der THI hat, gegründet. Die bisherigen drei Fakultäten der THI werden ab dem Wintersemester 2019/20 auf fünf Fakultäten erweitert. In seiner Regierungserklärung kündigt Ministerpräsident Markus Söder an, dass die THI im Rahmen der Hightech Agenda Mobilitätsknoten im bayernweiten KI-Netzwerk wird. Die THI ist damit die einzige Fachhochschule, an der ein derartiger Knotenpunkt angesiedelt wird.
Im Januar 2020 wurde an der THI das Bavarian Center for Applied Research and Technology with Latin America (AWARE) gegründet.
2021 eröffnete die THI ihren Außenstandort in Neuburg an der Donau. Rund 100 Studierende nahmen das Studium in den Studiengängen Nachhaltigkeits- und Umweltmanagement sowie Wirtschaftsingenieurwesen Bau auf.
2022 fand die Eröffnung des bayernweit ersten Modulbaus der Hightech Agenda Bayern am Campus Ingolstadt mit integriertem Entrepreneurship-Lab durch Ministerpräsident Markus Söder und Wissenschaftsminister Bernd Sibler statt.
Im Mai 2022 wurde am Campus Neuburg im Rahmen der wissenschaftlichen Tagung „Die große Transformation“ das Forschungs- und Transferzentrum Nachhaltigkeit Neuburg (ForTraNN) eröffnet, das sich mit interdisziplinärer Nachhaltigkeitsforschung und -transfer befassen soll. 2022 soll das Bayerische Foresight-Institut gegründet werden, das sich der technologieorientierten Zukunftsforschung widmen soll.
2022 nahm die Technische Hochschule Ingolstadt (THI) am Weiterbildungs-Audit des Stifterverbands teil, um ihre strategische Ausrichtung im Bereich der wissenschaftlichen Weiterbildung weiterzuentwickeln. Am 11. November 2022 wurde im Rahmen der bayerischen #Zukunftsoffensive das Bayerische Foresight-Institut gegründet, das sich der interdisziplinären Zukunftsforschung und strategischen Vorausschau widmet.
Anfang 2023 erfolgte die offizielle Gründung der Fakultät für Nachhaltige Infrastruktur, die sich mit nachhaltigem Bauen, Mobilität und Energie befasst.
Ab Oktober 2023 wurde der THI das eigenständige Promotionsrecht verliehen. In diesem Zuge gründete die Hochschule eine Doctoral School mit den Promotionszentren Künstliche Intelligenz/Informatik sowie Ingenieurwissenschaften. Im selben Jahr schloss die THI auch erfolgreich das Verfahren der Systemakkreditierung ab.
2024 präsentierten THI-Präsident Walter Schober, Thomas Sendtner vom Staatlichen Bauamt und Oberbürgermeister Bernhard Gmehling die Ausbaupläne für den Nachhaltigkeits-Campus Neuburg, der ökologische und technologische Schwerpunkte vereint.
2024 wurde dem ehemaligen Ministerpräsidenten Horst Seehofer die Ehrensenatorwürde der THI verliehen.
Mit der Berufung von Andrea Klug (zuständig für Weiterbildung) und Elke Feifel (verantwortlich für Nachhaltigkeit, Transfer und Entrepreneurship) wurden zwei neue Vizepräsidentinnen ernannt, die zentrale Zukunftsthemen an der Hochschule weiter stärken sollen.
Seit Sommer 2024 ist die Business School der THI AACSB-akkreditiert.

## Logo

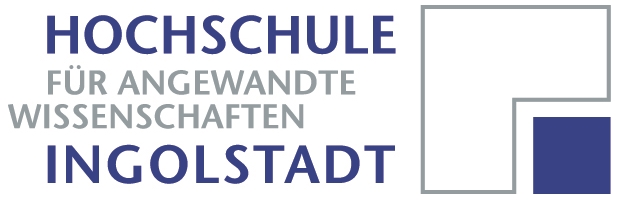
Ehemaliges Logo
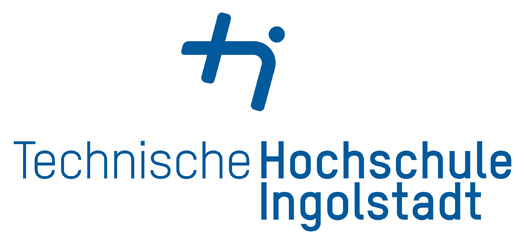
Aktuelles Logo

## Campus

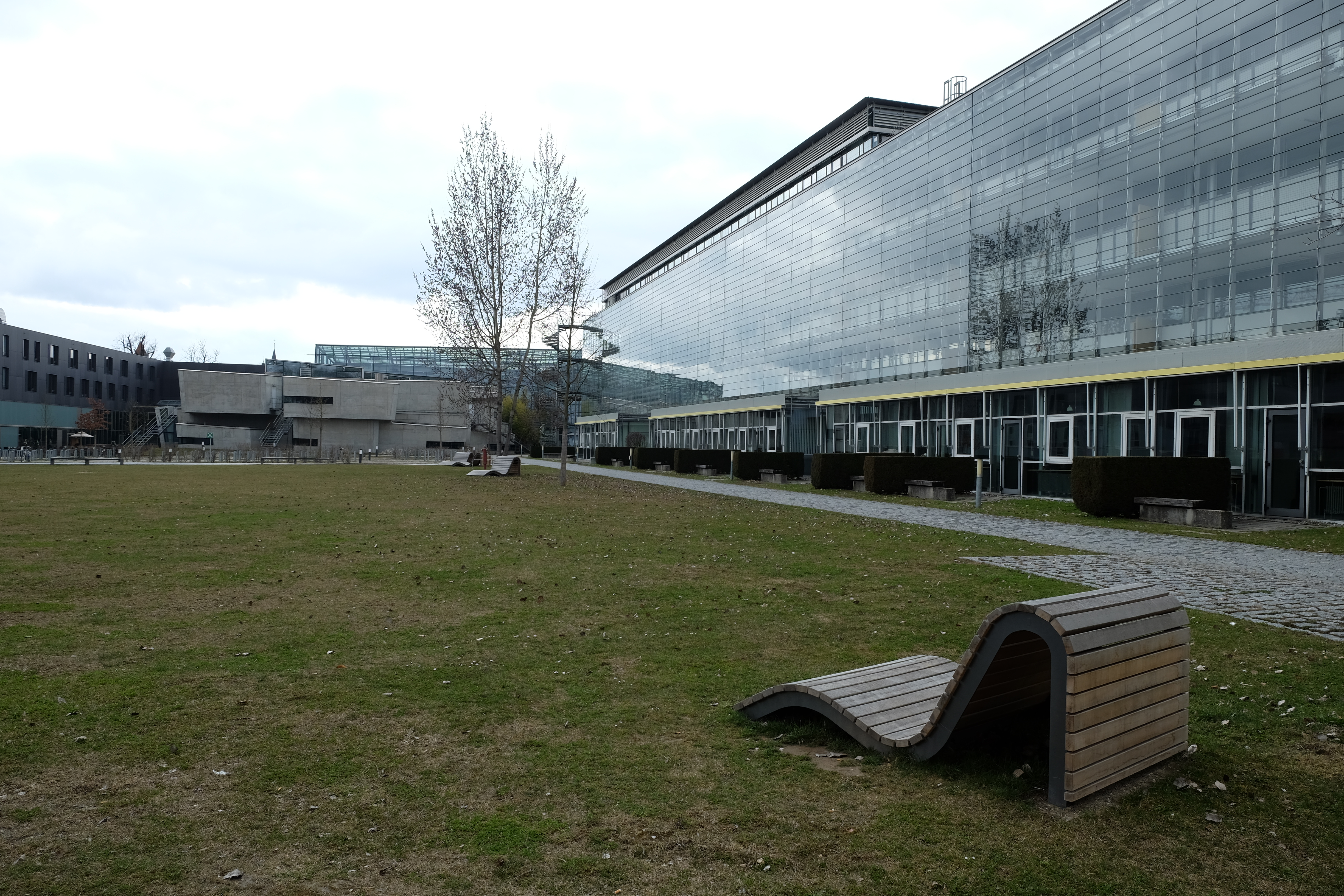
Technische Hochschule Ingolstadt

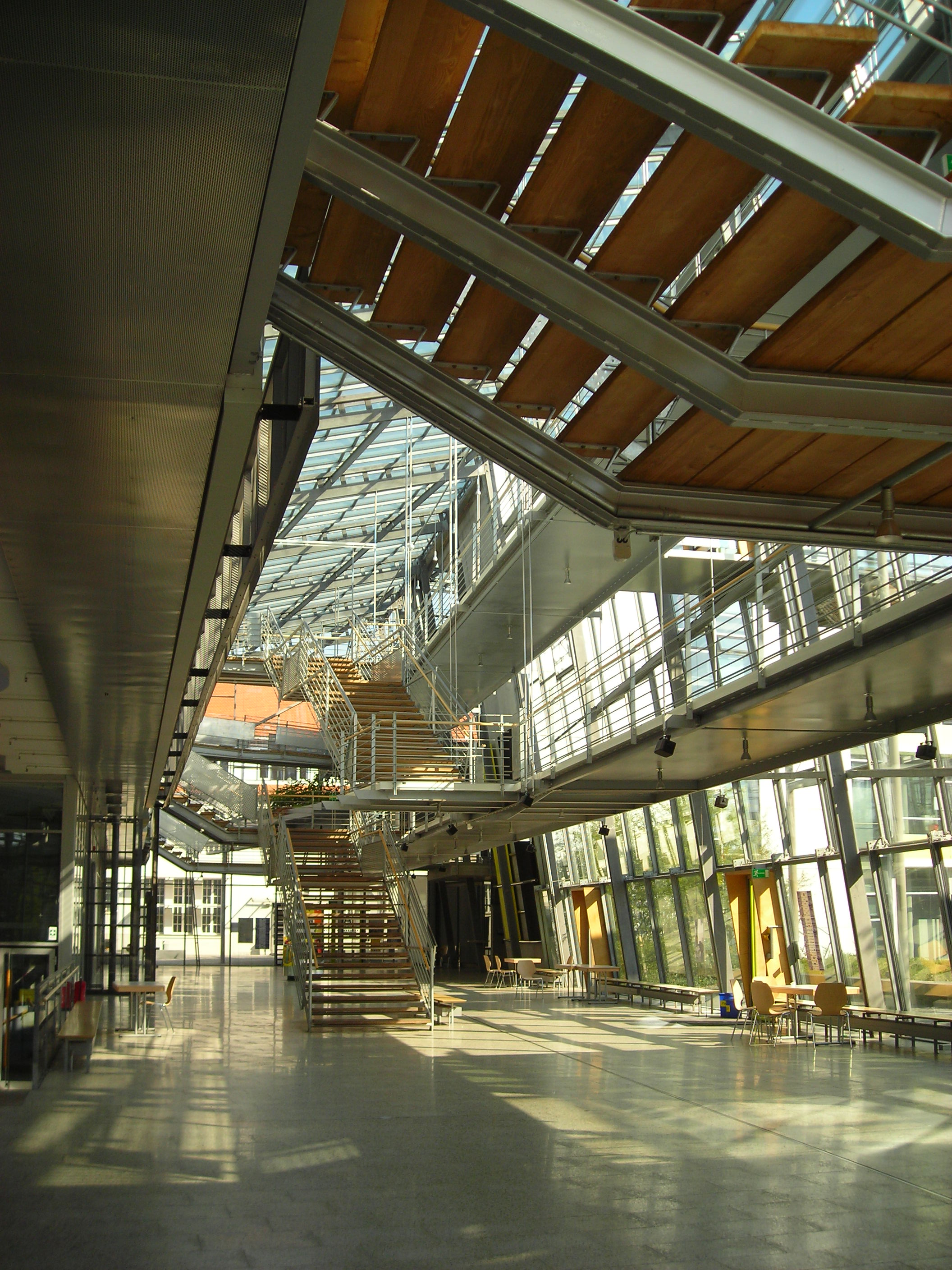
THI – Innenansicht

Der offizielle Spatenstich zur Erweiterung der Hochschule fand im Juli 2011 statt. Der Campus Ingolstadt grenzt direkt an die historische Altstadt Ingolstadts an. In unmittelbarer Nachbarschaft liegen das Neue Schloss sowie die Ludwigstraße, die Haupteinkaufsstraße der Stadt. Der Campus an der Esplanade umfasst eine Fläche von 60.000 Quadratmetern. Hier finden sich unter anderem die öffentlich zugängliche Bibliothek der THI, 60 Hörsäle, Projekt- und Seminarräume, 18 Großlabore sowie 80 Labore, PC-Pools und Werkstätten. Am Standort Neuburg a. d. Donau entstand 2021 auf dem ehemaligen Gelände der Lassigny-Kaserne ein neuer Campus mit dem Studienfeld Bau/Energie/Umwelt.

## Studium und Lehre
An der THI werden rund 80 Studiengänge in den sechs Fakultäten Business School, Elektro- und Informationstechnik, Informatik, Maschinenbau, Wirtschaftsingenieurwesen und Nachhaltige Infrastruktur (Campus Neuburg) angeboten.
Ein duales Studium ist an der THI in den grundständigen Bachelor- und Masterstudiengängen möglich. Dabei werden zwei Studienmodelle unterschieden: Verbundstudium und Studium mit vertiefter Praxis. Im Verbundstudium wird das Studium mit einer Berufsausbildung (IHK-/HWK-Abschluss) kombiniert. Das Studium mit vertiefter Praxis kombiniert das Studium an der THI mit Praxisphasen in einem Unternehmen ohne Abschluss einer Berufsausbildung.
Die THI kooperiert international mit rund 160 Partnerhochschulen (Stand: 2024) weltweit.
Das Center of Entrepreneurship (CoE) der THI koordiniert alle Gründungsaktivitäten an der Hochschule. Hauptaufgabe des Centers ist die Unterstützung von wettbewerbsfähigen Gründungen an der THI und die Sicherung des Wissenstransfers zwischen Forschung und Praxis. Ziel ist es, eine Kultur für Unternehmensgründungen sowohl an der Hochschule als auch in der Region zu fördern.

### Grundständige Bachelorstudiengänge
Die THI bietet folgende Bachelorstudiengänge an. Alle Studiengänge sind auch dual studierbar.
| Studiengang                                     | Abschluss               |
| ----------------------------------------------- | ----------------------- |
| Autonomous Vehicle Engineering                  | Bachelor of Engineering |
| Betriebswirtschaft                              | Bachelor of Arts        |
| Bio-Electrical Engineering                      | Bachelor of Engineering |
| Biomechanik                                     | Bachelor of Engineering |
| Computer Science and Artificial Intelligence    | Bachelor of Science     |
| Computational Life Sciences                     | Bachelor of Science     |
| Cybersicherheit                                 | Bachelor of Science     |
| Data Science in Technik und Wirtschaft          | Bachelor of Engineering |
| Digital Business                                | Bachelor of Arts        |
| Elektrotechnik und Elektromobilität             | Bachelor of Engineering |
| Elektro- und Informationstechnik                | Bachelor of Engineering |
| Energiesysteme und Erneuerbare Energien         | Bachelor of Engineering |
| Energy Systems and Renewable Energies           | Bachelor of Engineering |
| Engineering and Management                      | Bachelor of Engineering |
| Fahrzeugtechnik                                 | Bachelor of Engineering |
| Flug- und Fahrzeuginformatik                    | Bachelor of Science     |
| Global Economics and Business Management        | Bachelor of Arts        |
| Informatik                                      | Bachelor of Science     |
| Ingenieurwissenschaften                         | Bachelor of Engineering |
| Internationales Handelsmanagement (bis WS 2022) | Bachelor of Arts        |
| International Management                        | Bachelor of Arts        |
| Künstliche Intelligenz                          | Bachelor of Science     |
| Life Science Management                         | Bachelor of Arts        |
| Luftfahrttechnik                                | Bachelor of Engineering |
| Maschinenbau                                    | Bachelor of Engineering |
| Medienpsychologie und Digital Business          | Bachelor of Arts        |
| Nachhaltiges Bauingenieurwesen                  | Bachelor of Engineering |
| Nachhaltigkeits- und Umweltmanagement           | Bachelor of Science     |
| Retail Management & Consumer Experience         | Bachelor of Arts        |
| Robotik                                         | Bachelor of Engineering |
| Technisches Design                              | Bachelor of Science     |
| User Experience Design                          | Bachelor of Science     |
| Wirtschaftsinformatik                           | Bachelor of Science     |
| Wirtschaftsingenieurwesen                       | Bachelor of Engineering |
| Wirtschaftsingenieurwesen – Bau                 | Bachelor of Engineering |

### Grundständige Masterstudiengänge
Die THI bietet zudem folgende Masterstudiengänge an. Alle Studiengänge, mit Ausnahme der Masterstudiengänge „Automotive Production Engineering“, „Engineering and Management“, „Global Foresight and Technology Management“, „Global Business“ und „Applied Research in Engineering Sciences“, sind auch dual studierbar:
| Studiengang                                   | Abschluss             |
| --------------------------------------------- | --------------------- |
| Applied Research in Engineering Sciences      | Master of Science     |
| Automatisiertes Fahren und Fahrzeugsicherheit | Master of Engineering |
| Automotive & Mobility Management              | Master of Arts        |
| Automotive Production Engineering             | Master of Engineering |
| Business Information Systems Engineering      | Master of Science     |
| Cloud Applications und Security Engineering   | Master of Science     |
| Design Leadership                             | Master of Science     |
| Elektrotechnik mobiler Systeme                | Master of Engineering |
| Engineering and Management                    | Master of Science     |
| Entrepreneurship and Digital Business         | Master of Science     |
| Fahrzeugtechnik                               | Master of Engineering |
| Financial Management und Controlling          | Master of Arts        |
| Global Foresight and Technology Management    | Master of Science     |
| International Automotive Engineering          | Master of Engineering |
| Künstliche Intelligenz                        | Master of Science     |
| Luftfahrttechnik                              | Master of Engineering |
| Marketing/Vertrieb/Medien                     | Master of Arts        |
| Renewable Energy Systems                      | Master of Engineering |
| Retail and Consumer Management                | Master of Arts        |
| Steuern und Beratung                          | Master of Arts        |
| Technische Entwicklung im Maschinenbau        | Master of Engineering |
| Technisches Beschaffungsmanagement            | Master of Engineering |
| User Experience Design                        | Master of Science     |
| Wasserstofftechnologie und -wirtschaft        | Master of Engineering |
| Werkstofftechnik im Maschinenbau              | Master of Engineering |
| Wirtschaftsingenieurwesen                     | Master of Engineering |

### Berufsbegleitende Studiengänge
Der "Campus für Weiterbildung" (bis 2024 das Institut für Akademische Weiterbildung) bündelt sämtliche Weiterbildungsaktivitäten der Technischen Hochschule Ingolstadt. Seit Dezember 2015 ist das IAW als Teileinheit der THI systemakkreditiert. Das Angebot des Instituts umfasst neben berufsbegleitenden Bachelor-, Master- und MBA-Studiengängen auch Hochschulzertifikate sowie maßgeschneiderte Programme für Unternehmen.
| Studiengang                          | Abschluss               |
| ------------------------------------ | ----------------------- |
| Betriebswirtschaftslehre             | Bachelor of Arts        |
| Digital Business                     | Bachelor of Arts        |
| Elektromobilität                     | Bachelor of Engineering |
| Fahrzeugtechnik                      | Bachelor of Engineering |
| Management in Gesundheitsberufen     | Bachelor of Arts        |
| Management in Sozialberufen          | Bachelor of Arts        |
| Nachhaltiges Produktionsmanagement   | Bachelor of Engineering |
| Wirtschaftsingenieurwesen-Management | Bachelor of Engineering |

| Studiengang                                   | Abschluss                         |
| --------------------------------------------- | --------------------------------- |
| Angewandte Künstliche Intelligenz             | Master of Science                 |
| Beschaffungsmanagement                        | Master of Business Administration |
| Digital Business Management                   | Master of Business Administration |
| Elektromobilität und Fahrzeugelektrifizierung | Master of Engineering             |
| Gesundheitsmanagement                         | Master of Business Administration |
| HR Social Media and Active Sourcing Manager   | Master of Business Administration |
| International Business für Ingenieure         | Master of Business Administration |
| IT-Management                                 | Master of Business Administration |
| Mobilitäts- und Innovationsmanagement         | Master of Business Administration |
| Strategy, Global Risk & Security Management   | Master of Business Administration |
| Simulation-Based Engineering                  | Master of Engineering             |
| Wirtschaftsingenieurwesen Digitalisierung     | Master of Science                 |

## Forschungsaktivitäten und Institute

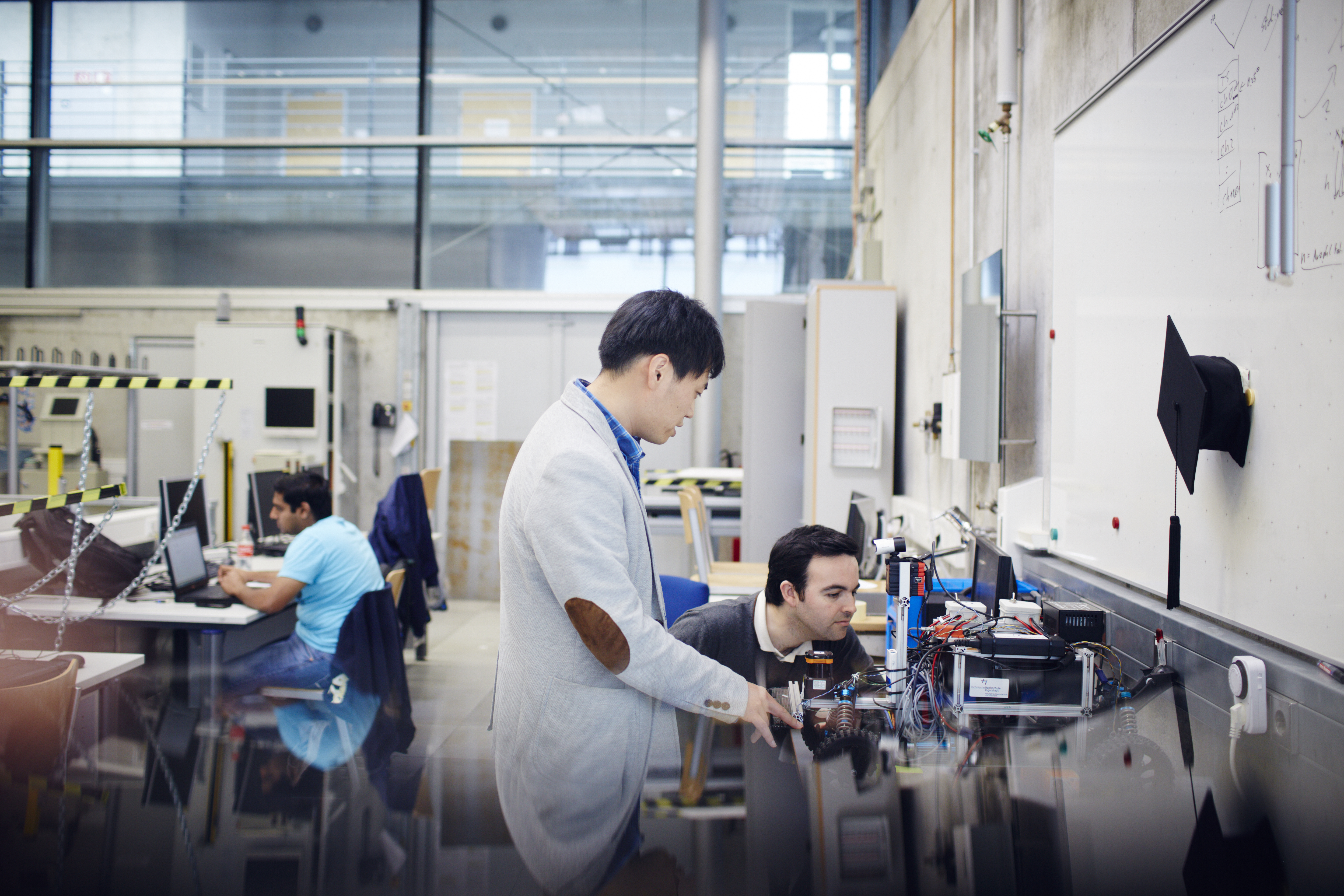
Forschung an der THI

Die Technische Hochschule Ingolstadt ist neben der Ausbildung auch stark in der Forschung engagiert und zählt zu den bundesweit forschungsstärksten Hochschulen für angewandte Wissenschaften. Die Hochschule setzt ein Forschungsvolumen von rund 33 Millionen Euro pro Jahr um. Dieses Volumen entspricht etwa einem Drittel des Hochschulbudgets und hat sich in den vergangenen vier Jahren annähernd verdreifacht (Stand: 2024). Die Forschung der THI ist in sieben internen Forschungsinstituten (diese werden in der Forschungslandkarte der HRK als herausragende Forschungsschwerpunkte ausgewiesen), drei An-Instituten sowie in diversen Kompetenzfeldern angesiedelt. Derzeit (Stand: 2022) forschen rund 70 Professuren und 300 wissenschaftliche Mitarbeitende schwerpunktmäßig an den Themenfeldern Mobilität & Verkehrssicherheit, Künstliche Intelligenz & Maschinelles Lernen und Erneuerbare Energien & Nachhaltigkeit.
Die Forschung an der THI ist in acht internen Forschungsinstituten – CARISSMA (C-IAD, C-ISAFE, C-ECOS), AImotion Bavaria, Institut für innovative Mobilität (IIMo), Institut für neue Energie-Systeme (InES), dem Forschungs- und Transferzentrum Nachhaltigkeit Neuburg (ForTraNN) und dem Bayerischen Foresight-Institut – organisiert. Daneben arbeitet die Hochschule eng mit den drei An-Instituten AININ, Fraunhofer Anwendungszentrum und INAS zusammen.

### KI-Mobilitätsknoten und Artificial Intelligence Network Ingolstadt (AININ)
Die Technische Hochschule Ingolstadt wurde im Rahmen einer Regierungserklärung des bayerischen Ministerpräsidenten Markus Söder im Oktober 2019 zum „Knotenpunkt für Mobilität im bayerischen Netzwerk für Künstliche Intelligenz“ ernannt. Die weiteren Knotenpunkte Data Science, Gesundheit und intelligente Robotik sind in München, Würzburg und Erlangen an den dortigen Universitäten angesiedelt.

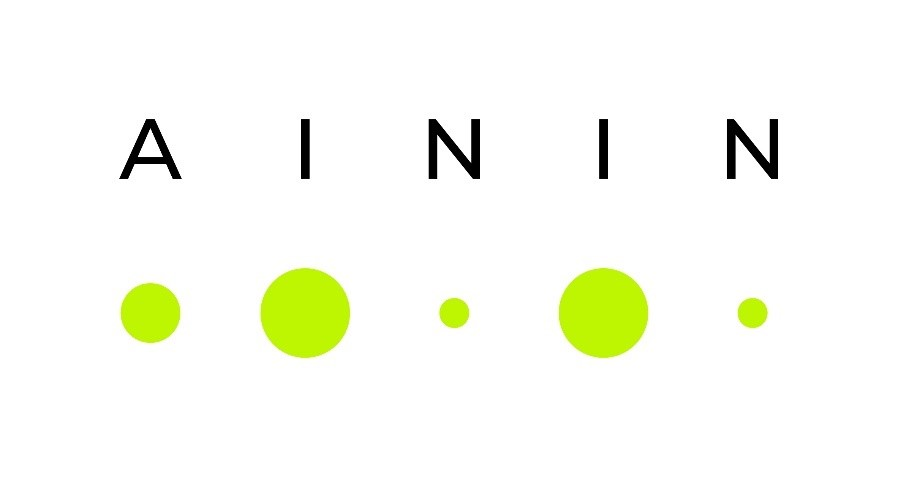
Logo AININ

Als Knotenpunkt ist die THI für die Koordination der Forschung zur KI-Mobilität in Bayern verantwortlich und erhält selbst zusätzliche Stellen und Mittel für die KI-Mobilitätsforschung. Im Fokus der THI stehen dabei die Themen autonomes Fahren, unbemanntes Fliegen und Automobilproduktion. Die Aktivitäten des KI-Mobilitätsknotens werden im Institut AImotion Bavaria gebündelt, das im Herbst 2020 an der THI gegründet wurde.
Anfang April 2019 wurde an der Technischen Hochschule Ingolstadt die Artificial Intelligence Network Ingolstadt gGmbH (AININ) gegründet. Mit AININ haben sich sieben Partner (THI, Katholische Universität Eichstätt-Ingolstadt, Fraunhofer-Gesellschaft, Stadt Ingolstadt, Klinikum Ingolstadt, AUDI AG und MediaMarktSaturn Retail Group) aus Wissenschaft, Wirtschaft und Gesellschaft zusammengeschlossen, um zukunftsweisende Themen aus den Bereichen Künstliche Intelligenz und Maschinelles Lernen zu erforschen. AININ soll interdisziplinäre Ansätze fördern und KI-Lösungen schnell auf andere Bereiche übertragbar machen. Ziel ist es, Forschungsergebnisse in Produkte und Produktionsmethoden sowie in Unternehmensgründungen zu überführen.

### Forschungs- und Testzentrum CARISSMA

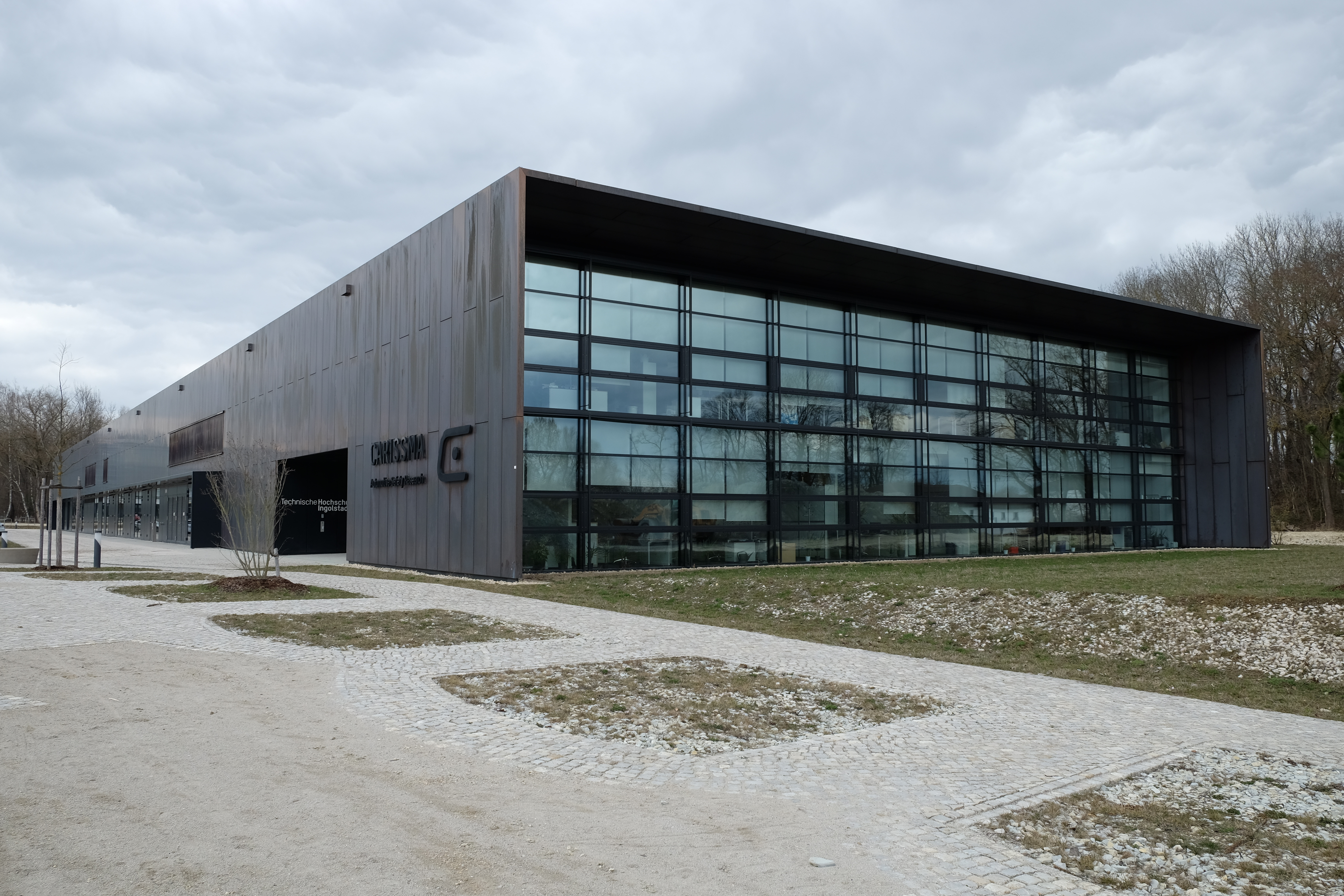
Das Forschungs- und Testzentrum CARISSMA (März 2018).

An der THI ist mit dem wissenschaftlichen Leitzentrum für Fahrzeugsicherheit CARISSMA (Center of Automotive Research on Integrated Safety Systems and Measurement Area) der deutschlandweit erste Forschungsbau an einer Fachhochschule angesiedelt. Der über 120 Meter lange Bau ist seit 2016 in Betrieb und beherbergt insgesamt zehn Versuchseinrichtungen, darunter eine Indoor-Versuchsanlage für Crashtests und Fahrversuche, einen Fallturm, ein Labor für Car2X-Kommunikation und ein Simulationslabor. Außerdem stehen eine Freiversuchsfläche für Gesamtfahrzeugtests sowie ein Fahrsimulator mit Hexapod-Bewegungsplattform und ein Fußgängerschutzlabor zur Verfügung. CARISSMA profitiert hier auch von den Automotive-Standorten in der Europäischen Metropolregion München (EMM), zu der auch Ingolstadt gehört. Hier befinden sich Hersteller wie Audi, BMW und die Continental AG sowie zahlreiche kleine und mittelständische Unternehmen. CARISSMA forscht u. a. für die Vision Zero, die Vision der Europäischen Union von null Verkehrstoten, in den Technologiefeldern passive Sicherheit, integrale Sicherheit, Testsysteme und sichere Elektromobilität. Durch die enge Vernetzung und Integration unterschiedlicher Technologiefelder soll in CARISSMA künftig ein globales Sicherheitssystem realisiert werden.

### Institut für Innovative Mobilität
Im Institut für Innovative Mobilität (IIMo) werden Antriebssysteme und Energieverbraucher für Straßenfahrzeuge in Bezug auf Energieeffizienz und Kundennutzen optimiert. Die Forschungsbereiche des IIMo sind Elektromobilität und Lernfähige Systeme, Aufbau- und Verbindungstechnik, Leistungselektronik und Motor und Antriebsstrang. Neben innovativen Funktionsentwicklungen und Betriebsstrategien fließen zunehmend auch die Themen vernetzte Mobilität, Industrie 4.0 und Smart City in die Projekte ein.

### Fraunhofer-Anwendungszentrum „Vernetzte Mobilität und Infrastruktur“
Das 2019 neu gegründete Fraunhofer-Anwendungszentrum widmet sich Fragestellungen zum automatisierten und kooperativen Fahren. Mittels wegseitiger Absicherungssysteme und einer hoch performanten Car2Infrastructure-Kommunikation sollen die Sicherheitsrisiken von teil- und vollautomatisierten Verkehrsflüssen minimiert und das Verkehrsgeschehen effizienter gestaltet werden.

### Institut für neue Energie-Systeme (InES)

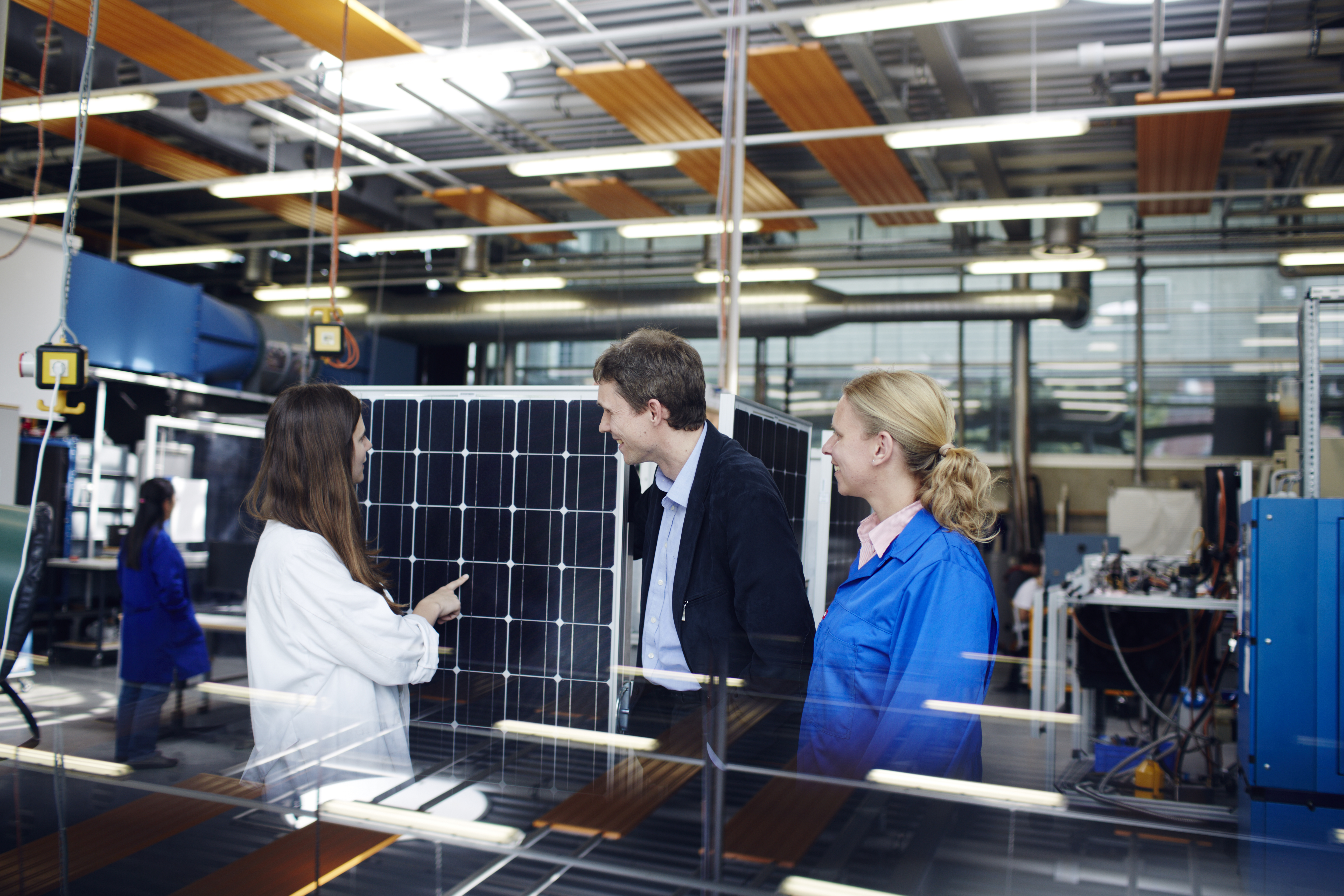
Das Institut für neue Energie-Systeme (InES)

Die Forschungsaktivitäten der THI zu Erneuerbaren Energien sind seit dem Jahr 2000 am Institut für neue Energie-Systeme (InES) gebündelt. Die Forschung am InES wird überwiegend in Zusammenarbeit mit mittelständischen Industriepartnern sowie mit Forschungseinrichtungen und Partnerhochschulen durchgeführt. Des Weiteren ist InES in mehreren nationalen und internationalen Forschungsverbünden aktiv. Wissenschaftler des Instituts sind in zahlreichen nationalen und internationalen Gremien und Beiräten vertreten.

### Institut für angewandte Nachhaltigkeit (inas)
Das Institut für angewandte Nachhaltigkeit (inas) ist seit Juni 2019 An-Institut der THI sowie der Katholischen Universität Eichstätt-Ingolstadt. Ziel des Instituts ist es, Forschung und Lehre für nachhaltige Entwicklung in der Region 10 zu fördern und Menschen für nachhaltige Lebensmodelle zu begeistern. Das inas entstand 2017 auf Initiative von THI-Honorarprofessor Reinhard Büchl.

### ForTraNN – Forschungs- und Transferzentrum Nachhaltigkeit Neuburg
ForTraNN (Gründung 2022[veraltet]) auf dem THI-Campus Neuburg verfolgt einen trans- und interdisziplinären Ansatz zur Nachhaltigkeitsforschung. Außerdem soll es dem Transfer durch Lehre und der Öffnung der Hochschule nach außen dienen.

### Bayerisches Foresight-Institut
Das im November 2022 gegründete Bayerische Foresight-Institut fokussiert technologieorientierte Zukunftsforschung sowie die damit verbundenen wirtschaftlichen und gesellschaftlichen Interdependenzen. Es sollen Synergien zu den technikorientierten Forschungsinstituten der THI geschaffen werden, insbesondere in den Bereichen Künstliche Intelligenz, Nachhaltigkeit und Mobilität.
Die Forschung erfolgt anwendungsbezogen. Forschungsergebnisse fließen in Beratungsprojekte ein, werden über wissenschaftliche Publikationen veröffentlicht und über adäquate Austauschforen unter Koordination des Bayerischen Foresight-Instituts den bayerischen HAWs zur Verfügung gestellt sowie in Wirtschaft und Gesellschaft transferiert. Wissenschaftlichen Nachwuchs qualifiziert das Institut durch die Betreuung von Promotionen von wissenschaftlichen Mitarbeitenden, deren Anstellung in erster Linie durch die Einwerbung drittmittelfinanzierter Projekte fußt.

### Weitere Forschungsaktivitäten
Weitere Forschungsaktivitäten sind in diversen Kompetenzfeldern angesiedelt. Die Kompetenzfelder sind nach der Darstellung der THI im Einzelnen:
- Werkstoff- und Oberflächentechnik
- Luftfahrt
- Gründertum und Unternehmensförderung (Existenzgründung aus der Wissenschaft)

### THI Doctoral School
Die THI Doctoral School (bis 2023 Graduiertenzentrum) als zentrale Einrichtung der Hochschule besteht seit 2013. Sie verfolgt das Ziel, Nachwuchswissenschaftler zu fördern und zu vernetzen sowie Qualitätsstandards für den Promotionsprozess zu sichern und weiterzuentwickeln. Das Graduiertenzentrum ermöglicht eine kooperative Promotion an der THI mit einer Universität im In- oder Ausland. Die THI ist außerdem in das Bayerische Wissenschaftsforum BayWISS eingebunden, über welches Verbundpromotionen mit bayerischen Universitäten möglich sind. In BayWISS koordiniert die THI gemeinsam mit der Technischen Universität München das Verbundkolleg „Mobilität und Verkehr“.
Seit 2023 können Nachwuchswissenschaftlerinnen und Nachwuchswissenschaftler direkt an der THI promovieren. Bisher waren nur kooperative Promotionen unter Leitung von Universitäten möglich. Das im Januar 2023 in Kraft getretene Bayerische Hochschulinnovationsgesetz hat das Promotionsrecht auch bayerischen Hochschulen für angewandte Wissenschaften (HAWs/THs) eröffnet. In einem Begutachtungsverfahren konnte die THI gleich mit zwei eigenständigen Promotionszentren überzeugen. Für THI-Präsident Professor Walter Schober ist es eine besondere Auszeichnung, dass die THI als einzige bayerische Hochschule zwei eigenständige Promotionszentren führen kann. „Die Verleihung des Promotionsrechts ist die Folge der Forschungsstärke, die unsere Professorinnen und Professoren an der THI auszeichnet. Ich freue mich, dass wir damit unseren Nachwuchswissenschaftlerinnen und -wissenschaftlern damit den direkten Weg zur Promotion an der THI eröffnen können. Der lange Weg zu einem eigenständigen Promotionsrecht ist damit für die THI erfolgreich am Ziel angelangt.“ Auch Professor Christian Facchi, Leiter der neu geschaffenen Doctoral School und einer von bundesweit drei Vertretern von Hochschulen für angewandte Wissenschaften im Wissenschaftsrat, beschreibt die Vorzüge dieser Entwicklung folgendermaßen: „Nach über 100 erfolgreichen kooperativen Promotionen können wir endlich eigenständige Promotionen durchführen. Damit hat die THI einen signifikanten strategischen Vorteil, der sich insbesondere bei der Besetzung und Ausbildung des wissenschaftlichen Nachwuchses zeigen wird.“ Das Promotionsrecht ist ein weiterer Meilenstein in der Erfolgsgeschichte der THI.

## Studentisches Leben

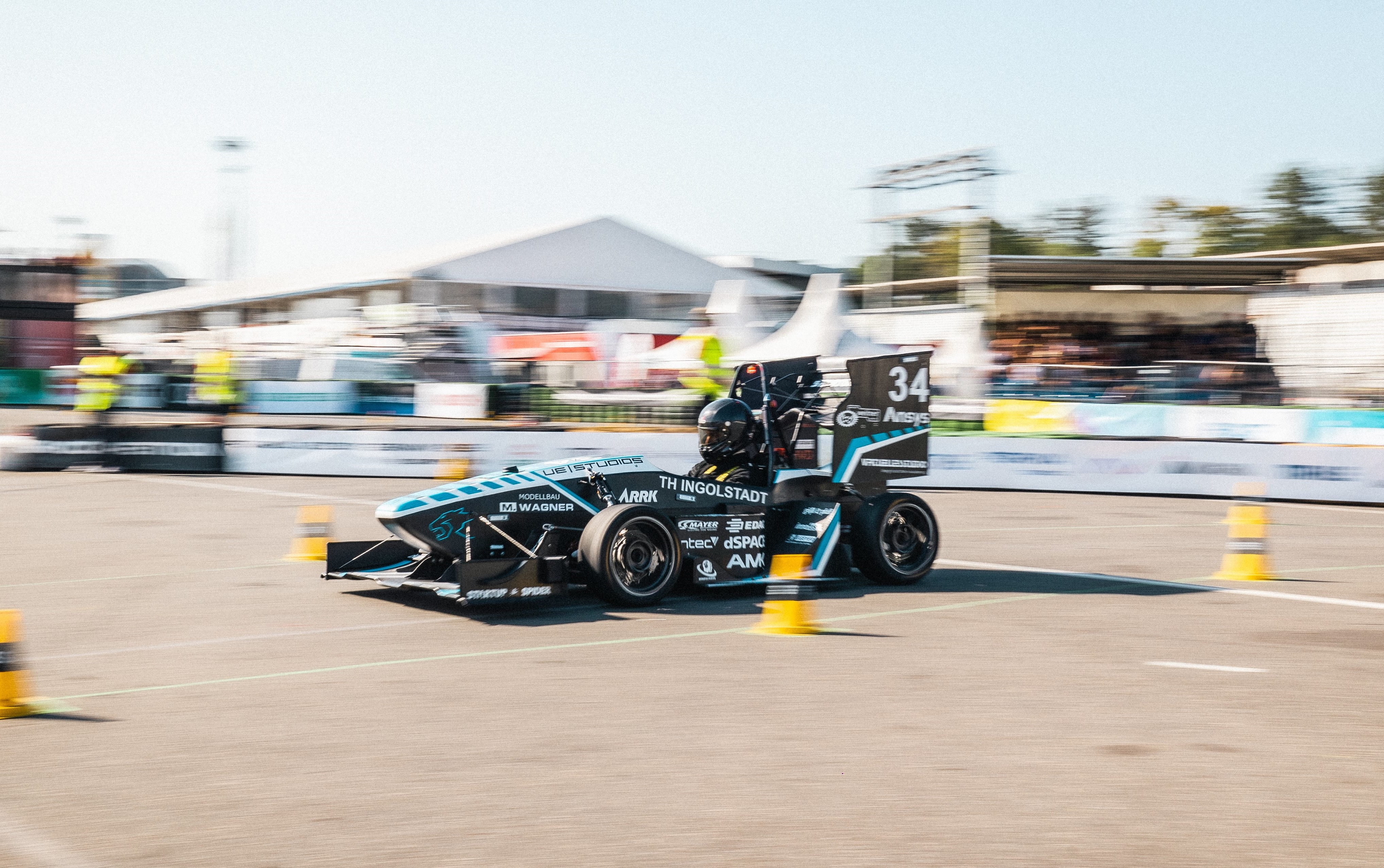
Der studentische Verein Schanzer Racing Electric e. V. in Hockenheim bei Formula Student Germany 2022.

An der THI existieren zahlreiche studentische Vereine und Hochschulgruppen. Dazu zählen:
- Schanzer Racing Electric e. V., ein Formula Student Racing Team, das Rennwägen mit E-Antrieb baut und damit internationale Rennen fährt
- Students‘ Life, ein Verein, der Veranstaltungen für Studierende der THI organisiert
- consult.IN e. V., eine studentische Unternehmensberatung
- Eta-nol e. V., ein Verein, der ein mit Ethanol betriebenes Hybridfahrzeug entwickelt und damit an Rennen teilnimmt (leider nicht mehr aktiv)
- Our Future e. V., ein gemeinnütziger Verein, der sich für Nachhaltigkeit einsetzt
- Neuland Ingolstadt e. V., ein Informatik-Verein
- NEWEXIST e. V., eine Gründerinitiative
- N.I.C.E (Network and International Culture Exchange), ein Netzwerk, das die ausländischen Studierenden an der Hochschule unterstützt
- Studentischer Börsenclub Ingolstadt e. V.
- Think – Die Studentenzeitung
- UNICEF-Hochschulgruppe
- Katholische Hochschulgemeinde
- Hochschulkino
- Studierendenvertretung

Für Studierende und Mitarbeiter gibt es zudem ein breites Angebot an Sportveranstaltungen im Rahmen des Hochschulsports.